# Phyllachora endiandrae
Phyllachora endiandrae är en svampart. Phyllachora endiandrae ingår i släktet Phyllachora och familjen Phyllachoraceae.

## Underarter
Arten delas in i följande underarter:
- longipedicellatae
- endiandrae